# Felsőszabados
Felsőszabados (1905-ig Felső-Volya, szlovákul: Vyšná Voľa) község Szlovákiában, az Eperjesi kerület Bártfai járásában.

## Fekvése
Bártfától 9 km-re délkeletre, a Tapoly felső folyása mellett fekszik.

## Története
1310-ben említik először.
A 18. század végén Vályi András így ír róla: „Alsó, és Felső Orosz Volya. Két faluk Sáros Vármeg. földes Urok Bártfa Városa, lakosaik többfélék, fekszenek Szebenhez nem meszsze, Alsó Volya a’ Felsőnek filiája; földgyeik nem igen termékenyek, piatzok közel van, Felső Volyának réttye nem nagy, de fája, és legelője elég van.”
Fényes Elek 1851-ben kiadott geográfiai szótárában így ír a faluról: „Volya (Felső), Sáros vm. tót f. 200 kath., 44 gör. kath., 155 evang., 9 zsidó lak. Kath. paroch. temp. Hegyes erdős határ. F. u. Bártfa város.”
A trianoni diktátum előtt Sáros vármegye Bártfai járásához tartozott.

## Népessége
| Év:            | 1994. | 2004.   | 2014.   | 2024.   |
| -------------- | ----- | ------- | ------- | ------- |
| Emberek száma: | 386   | 397     | 398     | 402     |
| Eltérés:       |       | +2,84 % | +0,25 % | +1,00 % |

| Év:            | 2023. | 2024.  |
| -------------- | ----- | ------ |
| Emberek száma: | 400   | 402    |
| Eltérés:       |       | +0,5 % |

1910-ben 278, túlnyomórészt szlovák lakosa volt.
2001-ben 403 lakosából 401 szlovák volt.
2011-ben 392 lakosából 389 szlovák.

## Nevezetességei
- Római katolikus temploma 1869-ben Avilai Szent Teréz tiszteletére épült.